# Little Eva
Little Eva, nombre artístico de Eva Narcissus Boyd (Belhaven, Carolina del Norte; 29 de junio de 1943-Kinston, Carolina del Norte; 10 de abril de 2003), fue una cantante estadounidense.

## Biografía
Little Eva nació en Belhaven, Carolina del Norte, pero en pocos años se mudó a Brooklyn donde trabajó de camarera y de niñera para dos famosos compositores, Carole King y Gerry Goffin, quienes, fascinados por su forma de bailar escribieron para ella la canción «The Loco-Motion». Al productor Don Kirshner le impresionó la canción y la voz de Eva y publicó la canción. El tema fue un éxito inmediato alcanzando el número 1 en las listas de Estados Unidos en 1962.
Continuó publicando sencillos y dando conciertos durante los años 1960, pero después de 1964 su éxito fue a menos.
En 1971 se retiró de la escena musical para retornar a finales de los años 1980 dando conciertos de forma ocasional junto con otros artistas de los años sesenta y grabando alguna que otra canción nueva.
En 2001 se le diagnosticó un cáncer en el cuello uterino que finalmente le costaría la vida el 10 de abril de 2003, a los 59 años de edad.
Su mayores éxitos, además de «The Loco-motion», son «Keep Your Hands Off My Baby», «Some Kinda Wonderful», «Let's Turkey Trot» y «He is the boy» de 1963.

## Discografía

### Álbumes de estudio
- 1962 - The Loco-Motion
- 1989 - Back on Track
- 1995 - Tasty Blues

### Recopilatorios
- 1988 - The best of Little Eva
- 2001 - Llll-Little Eva!: The Complete Dimension Recordings